# Guararema (kommunhuvudort)
Guararema är en kommunhuvudort i Brasilien.   Den ligger i kommunen Guararema och delstaten São Paulo, i den sydöstra delen av landet, 900 km söder om huvudstaden Brasília. Guararema ligger 583 meter över havet och antalet invånare är 23 572.
Terrängen runt Guararema är platt norrut, men söderut är den kuperad. Guararema ligger nere i en dal. Runt Guararema är det ganska tätbefolkat, med 54 invånare per kvadratkilometer.. Närmaste större samhälle är Jacareí, 14,1 km nordost om Guararema.
I omgivningarna runt Guararema växer i huvudsak städsegrön lövskog.